# Pfahlbausiedlung von Maraschina

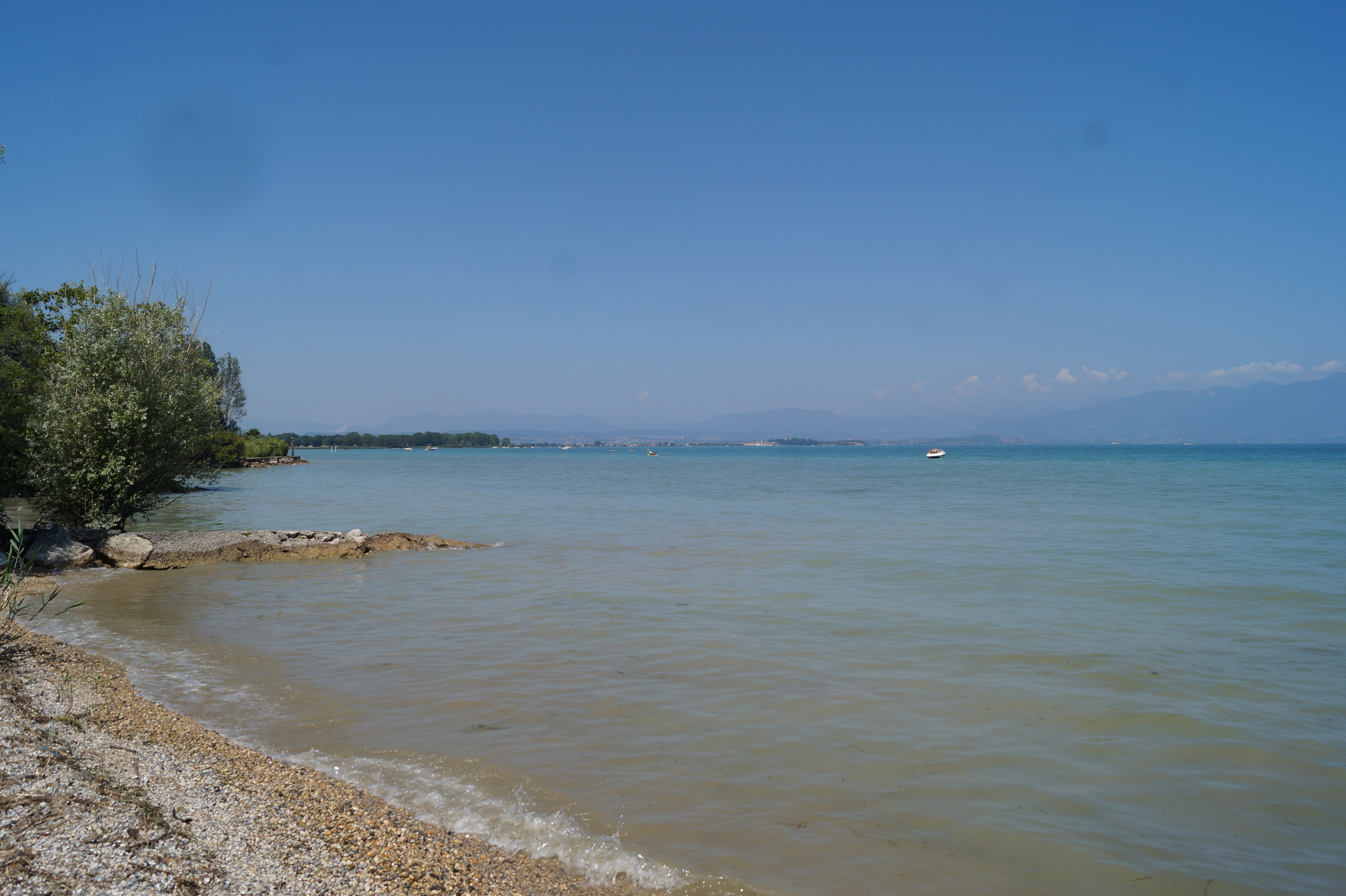
Blick von Osten auf Kap Punta Gro vor dem einst die Pfahlbausiedlung von Maraschina lag

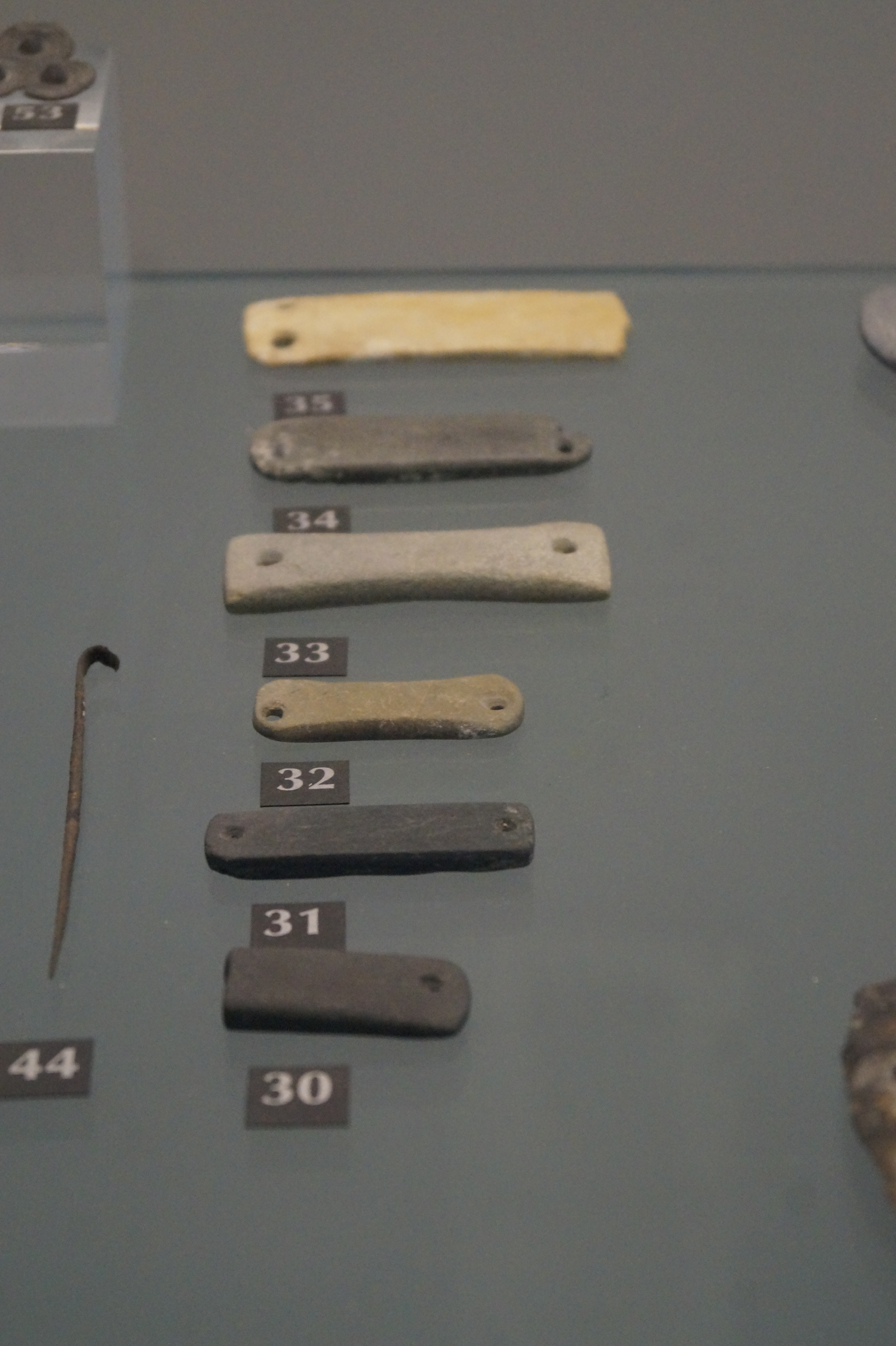
Durchbohrte Armschutzplatten aus Stein

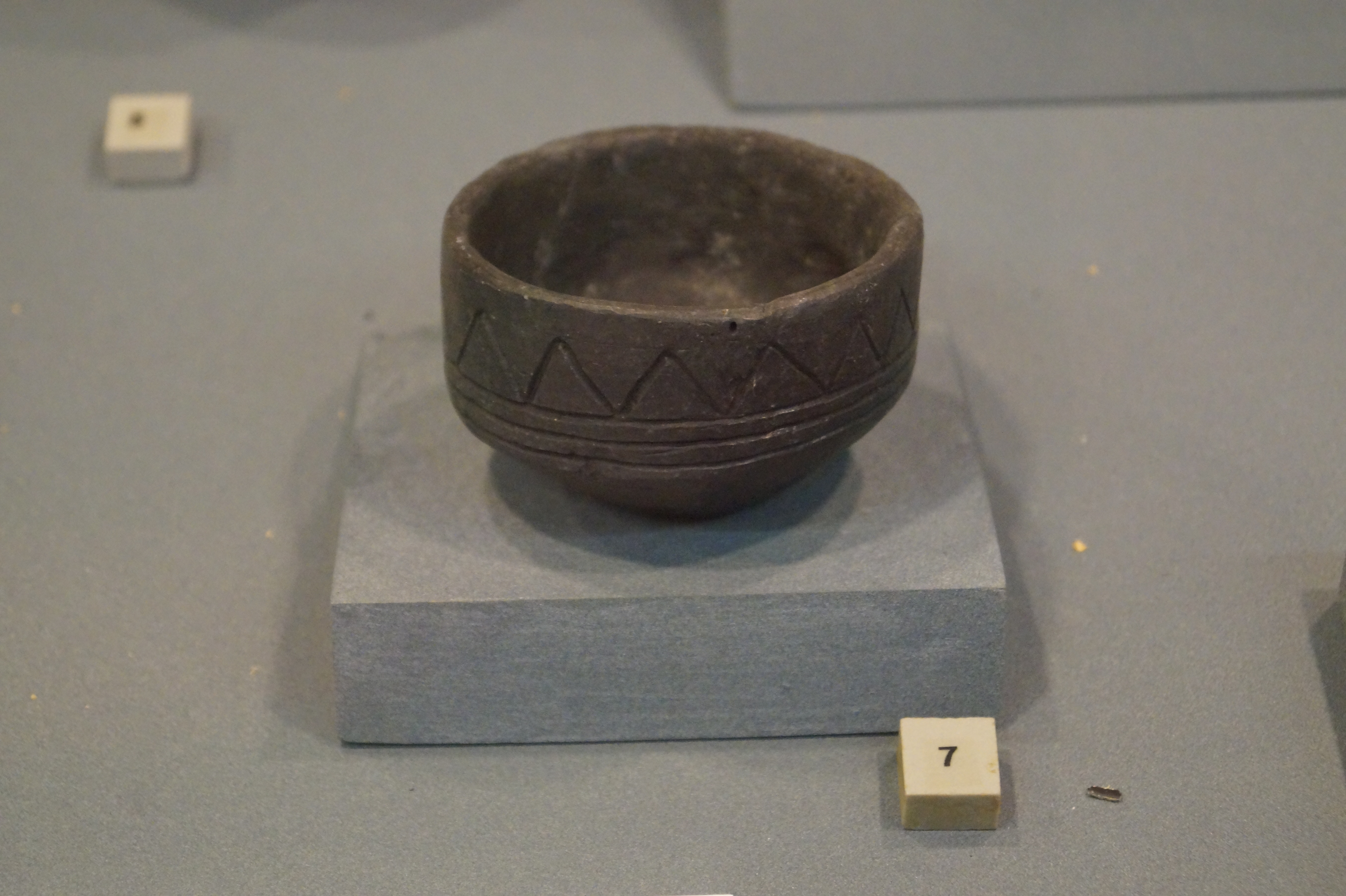
Verzierter Becher

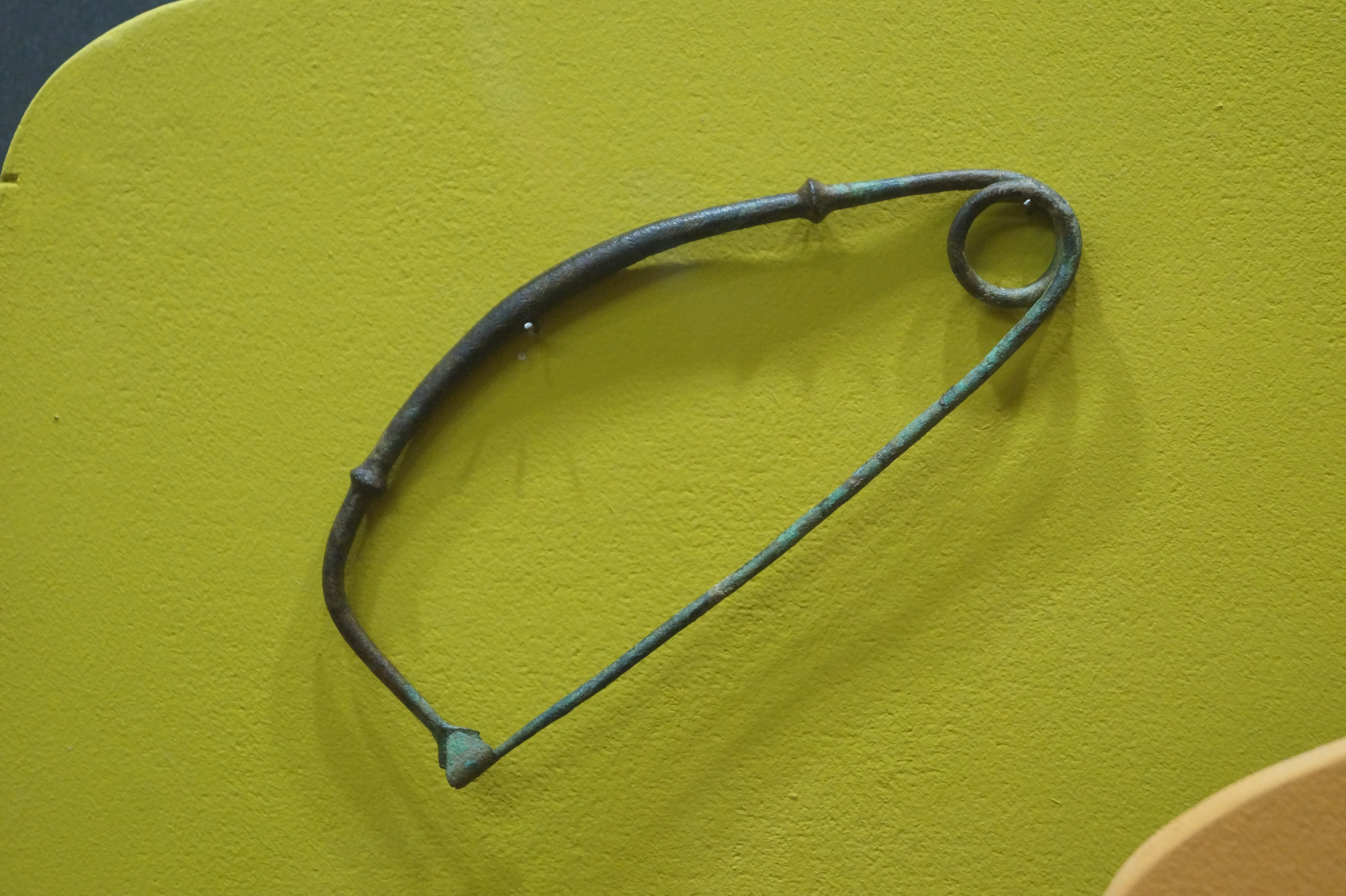
Violinbogenfibel

Die Pfahlbausiedlung von Maraschina (italienisch Sito palafitticolo della Maraschina) war eine bronzezeitliche Seeufersiedlung am Gardasee. Ihre Reste liegen zum Teil auf dem Gebiet der italienischen Gemeinde Sirmione und zum Teil von Peschiera del Garda. Sie gilt als assoziierte Station mit der Referenznummer IT-LM-13 der 111 Prähistorischen Pfahlbauten um die Alpen, die 2011 in die Liste des UNESCO-Welterbes aufgenommen wurden. Es ist die einzige Stätte am Südufer des Gardasees mit Bronzefunden aus der Spätbronzezeit.

## Entdeckung
„Tritone Sub“, ein Tauchclub aus Desenzano del Garda, meldete 1971 den Behörden die Entdeckung der Pfahlbausiedlung bei Tafella. Die meisten Funde wurden von den Hobbyforscher P. Pontiggia und Roberto Bisoli zwischen 1971 und 1974 an die Oberfläche befördert. 1981 führte die Soprintendenza per i Beni Archeologici della lombardia unter der Leitung der Archäologin Gabriella Enrica Pia systematische Untersuchungen durch. Hierbei wurden weitere Funde geborgen. Zwischen 1985 und 1989 übergaben Hobbytaucher ihre Funde an die Museen, deren Fundort und -zeitpunkt sowie die Fundumstände unbekannt sind. Dieses Material kann deshalb nur bedingt zur Rekonstruktion der Geschichte der Siedlung beitragen. Zum Schutz wurde eine 7,19 ha große Pufferzone um die 10,21 ha große Stätte angelegt in der das Ankern verboten ist.

## Beschreibung
Die Pfahlbausiedlung lag etwa 500 m südöstlich des Kaps Punta Gro und erstreckte sich über eine Länge von etwa 450 m entlang des Ufers zwischen Tafella im Nordwesten und Maraschina im Südosten und war etwa 150 m von dem Ufer entfernt. Man fand Steinhaufen, die von Südwest nach Nordost verliefen und quer dazu befanden sich Pfeiler mit rechteckigen Aussparungen zum Befestigen von Querbalken. Die Pfähle, die bis zu 50–70 cm über den Boden hinausragenden, sind in einem hervorragenden Erhaltungszustand.
Einzelne Funde datieren ins Neolithikum, es ist aber nicht bekannt ob sich zu dieser Zeit bereits eine Pfahlbausiedlung hier befand. In der frühen Bronzezeit entstand hier eine Siedlung der Polada-Kultur. Sie hatte zunächst eine Ausdehnung von etwa 150 m und wuchs bis zur mittleren Bronzezeit (1600–1300 v. Chr.) weiter an. Bis in die späte Bronzezeit (1300–1200/1150) existierte hier eine Pfahlbausiedlung.
Unter den Funden überwiegen die Bronzegegenstände. So fand man zwei Dolche mit abgerundeter Basis und geometrischer Verzierung (Frühbronzezeit BzA2). Weitere Bronzefunde waren Äxte, Teile von Sicheln, Harpunen, Haarnadeln – eine mit einer Bernsteinperle, Anhänger, Drahtspiralen, ein Torques, Ahlen und Stechbeitel. Aus Feuerstein fand man Pfeilspitzen, Klingen von Sicheln und viereckige und abgerundete Schaber. Weitere Gegenstände aus Stein waren Äxten und ein Hammer aus grünem, poliertem Stein,  scheibenförmige Elemente und Armschutzplatten zum Schutz vor der zurückschnellenden Bogensehne. Aus Terrakotta fand man Tassen und Krüge mit Ellbogenhenkeln und zylindrische Gefäße aus der Spätbronzezeit. In die mittlere Bronzezeit datieren Schöpfkellen mit gehörnten Henkeln und Schalen mit Rillendekor sowie ein gewellter Becher mit geometrischem Dekor. Weitere Tongegenstände waren Webgewischte und Spinnwirtel. Die einzigen Elemente, die der Spätbronzezeit (12. Jahrhundert v. Chr.) zugeordnet werden können, sind derzeit drei Bronzefunde: zwei erhabene Violinbogenfibeln mit zwei Knoten und ein Ornament, das ein Boot mit Vogelköpfen darstellt.
Die Funde befinden sich im Museo civico archeologico „Giovanni Rambotti“ in Desenzano del Garda, im Museo Archeologico di Sirmione, im Museo Archeologico Nazionale di Verona und im Fischereimuseum in Peschiera del Garda.